# Autoserica piceola
Autoserica piceola är en skalbaggsart som beskrevs av Moser 1915. Autoserica piceola ingår i släktet Autoserica och familjen Melolonthidae. Inga underarter finns listade.